# Zasavje
Zasavje je geografska in statistična regija v osrednji Sloveniji, ki obsega hribovit svet ob reki Savi med Ljubljansko kotlino in Panonsko nižino v Posavskem hribovju. Glavno središče regije in največje mesto v Zasavju so Trbovlje. Regionalna središča oziroma občine so poleg omenjenih Trbovelj še Hrastnik, Litija in Zagorje ob Savi.
Območje Zasavja se ne ujema z zgodovinskimi deželnimi mejami. Južni in zahodni del (Litija in Zagorje ob Savi) sta bila v času Avstro-Ogrske del Kranjske, severnovzhodni (Trbovlje in Hrastnik) pa del Štajerske. Kot toponim se Zasavje zato pojavi razmeroma pozno, v času Kraljevine SHS ga leta 1928 z vodnikom »Zasavje - praktični vodnik« uvede geograf in potopisec Rudolf Badjura.

## Industrializacija Zasavja
Ozemlje današnjega Zasavja je z odprtjem premogovnikov v Zagorju, Trbovljah in Hrastniku v prvi polovici 19. stoletja prvo na Slovenskem industrializirano, tudi zaradi bližine Južne železnice, saj je Zidani Most leta 1862 z dograditvijo proge do Zagreba in Siska postal pomembno železniško križišče. Pri iskanju najustreznejše različice poteka Južne železnice je bilo odločilno, da so na območju Zasavja odkrili velike zaloge rjavega premoga, ki pa jih zaradi prometne odmaknjenosti niso mogli enostavno transportirati, poleg tega pa so bili pri Litiji še rudniki svinca ter topilnica železa v Pasjeku. Do leta 1873 je v zasavski industriji vodilo Zagorje z državno topilnico cinka in svinca, steklarno, opekarno in apnenicami. Z ustanovitvijo Trboveljske premogokopne družbe (TPD) se je uveljavilo še Trbovlje, kot premogovniško in industrijsko mesto pa se je začel razvijati tudi Hrastnik. 
Danes od vseh rudnikov obratuje le še rudnik v Hrastniku, pa tudi zanj je že, kljub nasprotovanju lokalne skupnosti, določen program zapiranja. Območje se dandanes sooča s težavnimi razmerami, ki sta jih za sabo pustila težka industrija in premogovništvo. Na najslabšem glasu je trboveljska cementarna Lafarge, ki je v zrak izpuščala presežne količine rakotvornih snovi. 

## Znane osebnosti
- Primož Roglič, kolesar
- Peter Kauzer, kajakaš
- Tanja Ribič, igralka
- Uroš Zupan, pisatelj
- Iztok Kovač, plesalec
- Brane Potočan, plesalec
- Ivan (Jani) Novak, ustnovni član skupine Laibach
- Dejan Knez, likovnik, glasbenik in konceptualni umetnik, ustanovni član skupine Laibach
- Janez Knez, slikar
- Zoran Poznič, kipar, kulturnik, minister
- Bogdan Barovič, novinar, politik
- Stojan Batič, kipar
- Aleš Gulič, politik
- Matjaž Švagan, župan
- Janez Drnovšek, politik
- Jure Tori, glasbenik
- Vlado Poredoš, glasbenik
- Božidar Wolfand - Wolf, glasbenik
- Andrej Guček, glasbenik
- Vili Fajdiga, glasbenik
- Ante Mahkota, novinar, alpinist
- Stane Dolanc, politik
- France Klopčič, revolucionar
- Jože Menih, partizan, narodni heroj
- Janko Orožen, zgodovinar
- Miha Marinko, politik
- Lidija Šentjurc, političarka
- Rudolf Badjura, geograf
- Jože Ciuha, slikar
- Tone Seliškar, pisatelj
- Anton Sovre, filolog
- Ana Dimnik, aktivistka
- Josip Brinar, pisatelj
- Slavko Grum, dramatik
- Ulrik II. Vovbrški, graščak